# Грабовець (Пйотрковський повіт)
Грабовець (пол. Grabowiec) — село в Польщі, у гміні Гожковіце Пйотрковського повіту Лодзинського воєводства.
У 1975-1998 роках село належало до Пйотрковського воєводства.